# Sōka Gakkai Internacional
Sōka Gakkai Internacional (en japonés: 創価学会; Sociedad para la Creación de Valor), también conocida como SGI, es un movimiento impulsado a nivel global por más de doce millones de budistas laicos. Los miembros de la SGI del orbe entero aplican en sus vidas cotidianas las enseñanzas del Sutra del loto, expuestas por el sacerdote japonés del siglo XIII, llamado Nichiren Daishonin. 
La Soka Gakkai fue fundada en Japón el 18 de noviembre de 1930, por Tsunesaburō Makiguchi (1871-1944), quien fuera su primer presidente, y posteriormente su discípulo Josei Toda (1900-1958), quien se volviera su segundo presidente. Su actual presidente es Daisaku Ikeda.
Como budistas comprometidos con la sociedad, los miembros de la SGI se esfuerzan en crear valor en todas las circunstancias y en contribuir al bienestar de los demás. Los temas centrales de las actividades de la SGI son la promoción de la paz, la cultura y la educación.

## Orígenes, fundación e historia

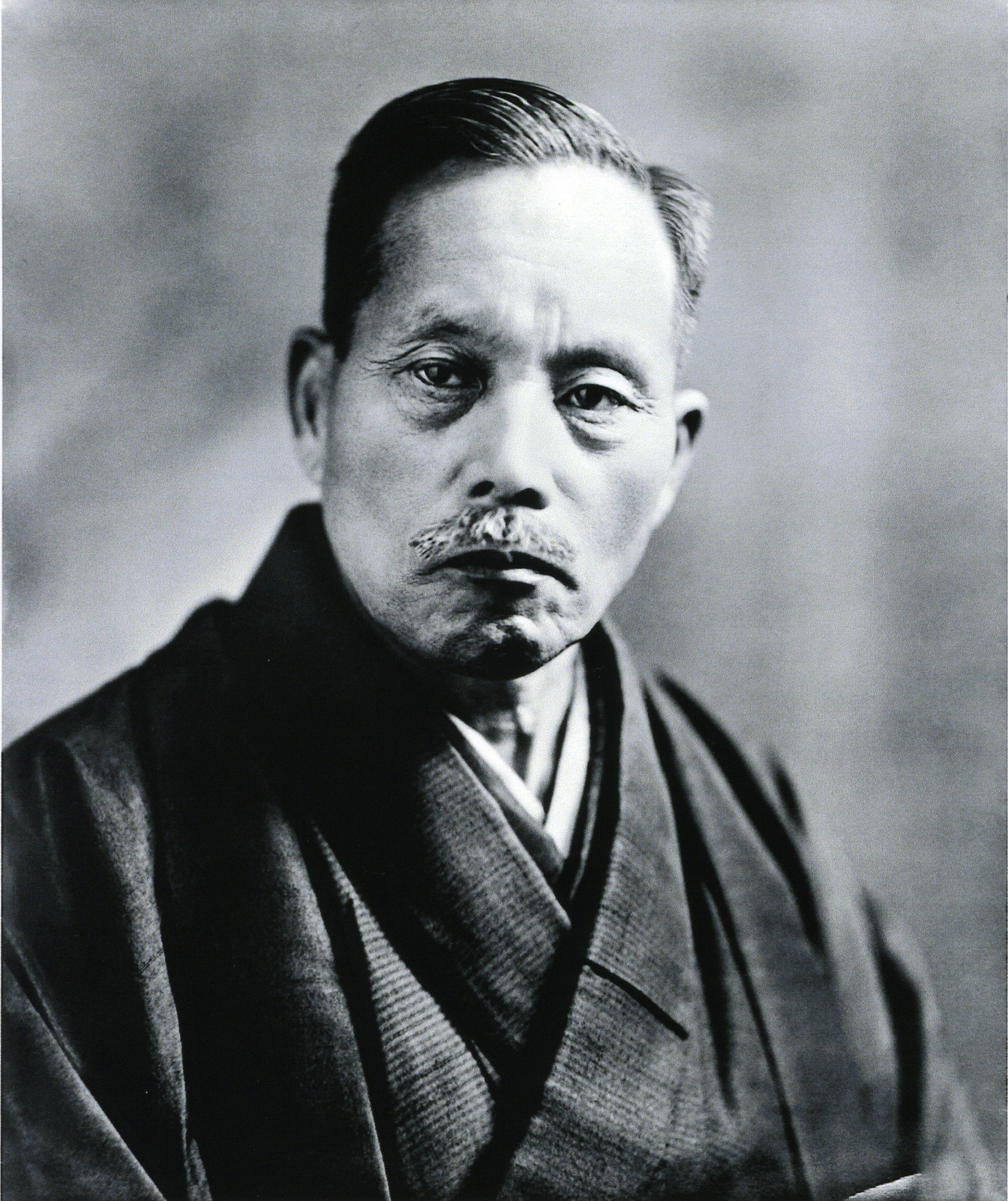
Tsunesaburo Makiguchi primer presidente y fundador de la Soka Gakkai.

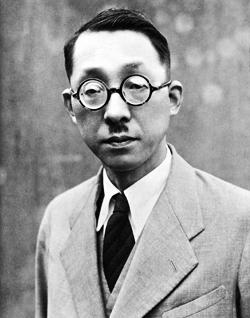
Josei Toda segundo presidente y cofundador de la Soka Gakkai.

Makiguchi era un educador y estudioso que estaba desenvolviendo un sistema pedagógico original filosóficamente inclinado por su experiencia como maestro y director de escuela elemental. El veía a la creación de valores que conducen a una vida feliz como el propósito de la educación. En 1928 Makiguchi encontró las enseñanzas de Nichiren (1222-1282) y el Sutra del Loto y encontró en ellos concordancia con su filosofía del valor. En junio de ese año él se convirtió a la Nichiren Shoshu, una de las varias escuelas Nichiren.
Toda, también un educador, rápido siguió a su mentor en la conversión. Makiguchi hizo del Sutra del Loto el cimiento de su filosofía educativa y escribió La Pedagogía del Sistema de Creación de Valor, el cual fue publicado por Toda. La publicación fue registrada como Sōka Kyoiku Gakkai (Sociedad Educativa para la Creación de Valor) por los dos educadores, y la fecha de su publicación el 18 de noviembre de 1930 es considerada la fecha de la fundación de la Sōka Gakkai. En aquel momento el grupo consistía principalmente de maestros y educadores interesados en las teorías educativas de Makiguchi y su puesta en práctica.
Aunque la sociedad se reunía informalmente, no fue hasta 1937 que su ceremonia inaugural fue celebrada en Tokio con más de sesenta participantes, en diciembre de 1939, Makiguchi fue nombrado presidente de la sociedad y Toda su director general. Entre trescientos y cuatrocientos miembros se reunieron en la segunda reunión general en 1940. Para ese tiempo Makiguchi estaba concentrando su atención en el Budismo, específicamente en las enseñanzas y prácticas de Nichiren, como una manera de llevar la vida a los mayores valores y gran bien. Él condujo reuniones de diálogo en las cuales los miembros hablaban de los resultados de su fe y práctica budista, a los cuales él se refería como evidencia experimental de su eficacia. Los miembros de la Sōka Kyoiku Gakkai aumentaron a casi tres mil a principio de los cuarenta.
Para los años 30, Japón estaba siguiendo el camino del autoritarismo, buscando una guerra con China, y finalmente en 1941 iniciando la Guerra del Pacífico con su ataque a Pearl Harbor. 
Para unir y llevar a las masas hacia el esfuerzo en la guerra, el gobierno militar adoptó el Shinto como la religión del estado al igual que varias medidas para evitar la libertad de pensamiento, expresión y religión. Siguiendo esta línea, el gobierno ordenó a todas las denominaciones religiosas a colocar un talismán Shinto en sus lugares de veneración y que ciudadanos particulares hicieran lo mismo en sus hogares. Las personas eran requeridas a venerar la diosa del sol, la legendaria progenitora de la línea de emperadores. Makiguchi rehusó tal veneración del Shinto, viéndolo como algo contradictorio con las enseñanzas de Nichiren. Esto llevó a que fuera detenido por la policía en mayo de 1943 por una semana.
El mes siguiente, los líderes de la Sōka Kyoiku Gakkai fueron reunidos en Taiseki-ji, el templo principal de la Nichiren Shoshu. No solamente el sacerdocio de la Nichiren Shoshu se submitió a las demandas del gobierno, sino que sus administradores sugirieron en la presencia de su sacerdote en jefe que los miembros de la Sōka Gakkai también deberían aceptar el talismán Shinto. El presidente Makiguchi rehusó comprometerse en esto desde el punto de vista de que eso violaría las enseñanzas de Nichiren y de su sucesor Nikko. La respuesta del sacerdocio fue virtualmente echarlos de la Nichiren Shoshu prohibiéndoles visitar Taizeki-ji en peregrinajes. Es importante entender que tanto el sacerdocio de la Nichiren Shoshu como Makiguchi con la Sōka Kyoiku Gakkai en dicho momento estaban tratando de proteger las enseñanzas de Nichiren cada uno en su propia y particular forma.
En julio de 1943, acusado de cargos por violación a la Ley de Preservación de la Paz de 1925, y con menospreciar al emperador, Makiguchi y Toda fueron arrestados y encarcelados; subsecuentemente otros diecinueve líderes de la organización fueron perseguidos y encarcelados. Makiguchi falleció en prisión a la edad de setenta y tres años el 18 de noviembre de 1944, habiendo continuando su desafió a los puntos de vista políticos y religiosos de sus captores hasta el final.
Mientras se encontraba en prisión Toda se sumergió a sí mismo en el estudio del Sutra del Loto, oración y contemplación. Según él, experimentó dos tipos de despertares allí. Primero se dio cuenta de que el Buda descrito en el sutra era la vida en sí misma. Y segundo, el despertó a su identidad como Bodhisattva de la Tierra como está descrito en el Sutra del Loto. Consecuentemente, él se determinó a propagar la enseñanza del sutra tan ampliamente como fuera posible y a reconstruir la organización que el y Makiguchi habían fundado.
Toda fue liberado bajo un permiso el 3 de julio de 1945. Consciente de que la guerra había arrasado Japón, se embarcó en la reconstrucción de la organización, renombrándola Sōka Gakkai en 1946. El retiro de Kyoiku o Educación, del nombre de la organización reflejaba el objetivo que él ambicionaba de que la organización incluyera personas de todos los estratos y campos de la sociedad, trascendiendo su aspecto como sociedad de educadores. Toda se convirtió en el segundo presidente el 3 de mayo de 1951, jurando en esa ocasión incorporar 750.000 familias. En aquel momento, los miembros eran alrededor de 3000. 
En agosto de 1952 la Sōka Gakkai fue legalmente incorporada como una organización religiosa independiente. Para 1957, se había alcanzado el objetivo de incorporar 750.000 familias establecido por Toda.
En septiembre de 1957, Toda proclamó una declaración llamada por la abolición de las bombas atómicas y de hidrógeno, urgiendo a los jóvenes a trabajar hacia ese fin. En adición Toda hizo construir el Gran Salón de Lecturas como donación a Taizeki-ji, y eventos para celebrar la apertura de este edificio duraron todo marzo de 1958. El 16 de marzo, Toda participó de una reunión de seis mil miembros de la división de jóvenes de la Sōka Gakkai en Taizeki-ji, donde él les encargo el futuro de la Sōka Gakkai y la propagación de la enseñanza de Nichiren. El falleció el 2 de abril de 1958.

Daisaku Ikeda, presidente honorario de la Soka Gakkai y presidente de la Soka Gakkai Internacional (SGI).

El 3 de mayo de 1960, Daisaku Ikeda (1928-2023) se convirtió en el tercer presidente a la edad de treinta y dos años. Ikeda había trabajado y estudiado bajo el cuidado de Toda durante diez años, ayudándolo a reconstruir su negocio después de la guerra y desempeñando un papel importante en el alcance del objetivo de adhesiones que Toda había establecido para la Sōka Gakkai. Bajo el liderazgo de Ikeda, la organización creció rápido durante los año 60 y 70 y se expandió. Se expandió en actividades que promovían la paz, la cultura y la educación. 
El 26 de enero de 1975 se fundó la Soka Gakkai Internacional (SGI) en Guam. Esta institución de carácter global reúne a las organizaciones independientes de la Soka Gakkai en todo el mundo, y Daisaku Ikeda fue designado como su presidente.
En 1983, la SGI fue acreditada como organización no gubernamental de carácter consultivo en el Consejo Económico y Social de las Naciones Unidas (ECOSOC).
En 1995 se promulgó la Carta de la SGI, donde se expresa el compromiso de trabajar por un mundo de paz, y de contribuir a la paz, la cultura y la educación basadas en el respeto a la dignidad de la vida y en la filosofía del budismo Nichiren.
Así como para el año 2002 se convirtió en una red global con más de doce millones de miembros en 192 países y territorios. Ikeda renuncia como presidente de la Sōka Gakkai en 1979 y se convirtió en su presidente honorario, mientras mantenía su posición de presidente de la Sōka Gakkai Internacional. Esto fue debido a crecientes fricciones entre los líderes de la Sōka Gakkai y el clero de la Nichiren Shoshu. Él fue sucedido por Hiroshi Hojo (1923-1981), quien fue seguido de Einosuke Akiya (1930- ) en 1981.

## Participación en la política
En 1950 la Sōka Gakkai patrocinó candidatos para puestos políticos, siguiendo la línea de Josei Toda de que la Sōka Gakkai debía desenvolverse en todos los campos de la sociedad. En 1962 se formó un grupo político apoyado por la Sōka Gakkai. En 1964 fue fundado el partido político Kōmeitō (Partido por el Gobierno Limpio). En 1970 el Kōmeitō se volvió totalmente independiente y separado de la Sōka Gakkai debido a una ley en Japón que prohíbe que la política y la religión se mezclen.

## Base filosófica y doctrinal

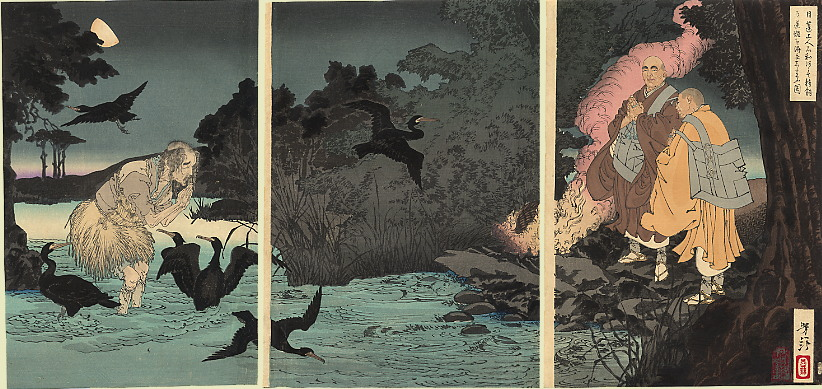
Nichiren acompañado por uno de sus discípulos orando por un pescador fallecido.

Basada en la práctica y filosofía de las enseñanzas de Nichiren, la Sōka Gakkai aboca una reforma individual e interna llamada revolución humana, con la cual, se pretende encontrar el objetivo último de esta que es un mundo pacífico y la felicidad de toda la humanidad. Esta sostiene la filosofía del Sutra del Loto de que todas las personas poseen dentro de sí la naturaleza de Buda, el potencial para alcanzar la iluminación, y que esta puede manifestarse a través de la práctica Budista establecida por Nichiren de invocar Nam myoho renge kyo frente al objeto de devoción . Basada en esta enseñanza , la Sōka Gakkai se ha dedicado a buscar establecer lo que la organización considera santidad de la vida y la dignidad de la humanidad como ideales fundamentales universales. La Sōka Gakkai no ve el Budismo como una exclusiva manera espiritual y metafísica, sino como una filosofía de vida aplicable. Esta alienta la práctica Budista como una manera para que las personas desenvuelvan su carácter, sabiduría, y fortaleza para mejorarse a sí mismos y sus circunstancias, para contribuir a la sociedad y para ayudar atraer felicidad y paz al mundo.

## Controversias
Inicialmente, entre los años 1960 y 1970. Los primeros evangelistas japoneses en Estados Unidos parecían estar vendiendo una especie de ''dharma de la prosperidad'' en el cual se suponía que el canto de una frase llevaba a distintos beneficios y la realización de su revolución humana.